# Transformers 3
Transformers 3, Transformers: Dark of the Moon – amerykański film fantastycznonaukowy z 2011 w reżyserii Michaela Baya. Produkcja jest sequelem ekranizacji z 2009, Transformers: Zemsta upadłych. W rolach głównych występują m.in. Shia LaBeouf jako Sam Witwicky, Rosie Huntington Whiteley jako Carly, Josh Duhamel jako William Lennox oraz Tyrese Gibson jako Robert Epps.
W tej produkcji Michaela Baya i Stevena Spielberga nie grała Megan Fox, która wcześniej została zwolniona z obsady filmu.
Trzecia część serii filmowej Transformers jest w wersji trójwymiarowej – powstała z wykorzystaniem techniki realD 3D i IMAX 3D. W 2014 miała premierę kolejna część serii: Transformers: Wiek zagłady, również w reżyserii Michela Baya.
Film został negatywnie odebrany przez krytyków. Serwis Rotten Tomatoes przyznał mu wynik 35%.

## Opis fabuły
Pod koniec wojny na Cybertronie Autoboty decydują się na przetransportowanie swojej najpotężniejszej broni (tzw. Filarów) w bezpieczne miejsce, z dala od Decepticonów. Statek Arka, dowodzony przez Sentinela Prime'a, niestety rozbija się na Księżycu. Odnajdują go astronauci z misji Apollo 11. Kilkadziesiąt lat później Autoboty pod wodzą Optimusa Prime'a współpracują z armią Stanów Zjednoczonych, tak, jak robiły to w 2009 (wyłapując niedobitki Decepticonów). Podczas jednej z akcji dowiadują się o cybertrońskim statku rozbitym na Księżycu. Na pokładzie Arki odnajdują pięć Filarów i ich twórcę, Einsteina transformerów Sentinela Prime'a, który z powodu braku Energonu został wprowadzony w stan snu. Optimus „budzi” go za pomocą Matrycy Dowodzenia. Jednak okazuje się, że Sentinel współpracuje z Decepticonami. Chcą użyć Filarów do przetransportowania Cybertronu w okolice Ziemi i odbudowania go (przy tym niewoląc Ziemian). Lecz Autoboty nie chcą do tego dopuścić, gdyż uważają Ziemię za swój nowy dom. Rozpoczyna się ostateczna bitwa, w której Autobotom pomaga ich przyjaciel, Sam Witwicky.

## Obsada
- Shia LaBeouf – Sam Witwicky
- Rosie Huntington Whiteley – Carly Miller
- Josh Duhamel – William Lennox
- Tyrese Gibson – Robert Epps
- John Turturro – Seymour Simmons
- Patrick Dempsey – Dylan Gould
- John Malkovich – Bruce Brazos
- Frances McDormand – Charlotte Mearing
- Kevin Dunn – Ron Witwicky
- Julie White – Judy Witwicky
- Alan Tudyk – Dutch
- Lester Speight – Hardcore Eddie
- Buzz Aldrin – Buzz Aldrin
- Ken Jeong – Jerry Wang
- Peter Cullen – Optimus Prime (głos)
- Leonard Nimoy – Sentinel Prime (głos)
- Hugo Weaving – Megatron (głos)

## Bohaterowie

### Autoboty
- Optimus Prime – przywódca Autobotów. Chciał, aby to Sentinel przejął władzę w szeregach Autobotów, ale ten się nie zgodził. Pod koniec filmu zabija Sentinela Prime'a, tracąc w walce z nim prawą rękę.
- Sentinel Prime – były przywódca Autobotów. Optimus Prime obudził go za pomocą Matrycy Dowodzenia. Optimus chciał zwrócić mu posiadaną niegdyś władzę nad Autobotami, ale ten odmówił. W połowie filmu zdradza Autoboty, zabijając przy tym Ironhide'a. Pod koniec zostaje zabity przez Optimusa strzałem w głowę. Jest „Einsteinem” wśród Transformerów. Poczuwał się do odpowiedzialności za wybuch wojny, która zniszczyła Cybertron, dlatego chciał użyć Kosmicznego Mostu do teleportacji zniszczonej planety na orbitę Ziemi, by odbudować swoją ojczyznę przy pomocy ziemskich surowców.
- Bumblebee – jeden z najlepszych wojowników Autobotów i przyjaciel Sama. Potrafi pilotować Cybertroński myśliwiec, ale z tego, co zdołał powiedzieć i co można zaobserwować w czasie walk o Chicago – niezbyt mu to wychodzi.
- Ratchet – lekarz Autobotów. To on razem z Optimusem wyruszył na Księżyc, by zbadać wrak statku Autobotów (rozbitą tam przed wiekami Arkę), i przywiózł ze sobą uśpionego Sentinela Prime'a.
- Ironhide – jeden z najlepszych wojowników Autobotów. Przed swoją śmiercią, którą w niespodziewany sposób zadał Sentinel Prime, zniszczył Crowbara i Crankcase'a, współpracując z Sideswipem.
- Sideswipe – razem z Ironhidem stoczył walkę z Deceptikonami na autostradzie. Jest dość ruchliwy i zwinny, posiada koła zamiast stóp. Przyjaźni się z Dino.
- Wheelie – mieszkał w domu Sama razem ze swoim przyjacielem Brainsem. Przez większość filmu nie odgrywa istotnej roli. Dopiero, gdy razem z Brainsem dostał się na krążownik Deceptikonów, uszkodził jego instalacje, powodując zderzenie bezwładnego okrętu z budynkiem, na którym Sentinel umieścił moduły Kosmicznego Mostu.
- Dino – przyjaciel Sideswipe'a. Jest niecierpliwy i szczery do bólu.
- Wreckersi – trzej mechanicy Autobotów. Zbudowali wielką hybrydę amerykańskiego wahadłowca kosmicznego i statku Autobotów. Byli to: Top Spin (niebieski), Leadfoot (czerwony) i Road Buster (zielony). Wszyscy trzej byli uzbrojeni w potężne karabiny maszynowe, z których mogli korzystać nawet w trybie pojazdu (bez ich wyjmowania spod powłoki pojazdu, jak to robił np. Bumblebee lub Sideswipe podczas ataku na autostradzie).
- Que/Wheeljack – naukowiec Autobotów. To on dał Samowi narzędzia, dzięki którym ten zabił Starscreama. Zginął podczas egzekucji jeńców, desperacko próbując dojść do porozumienia z Deceptikonami.
- Brains – przyjaciel Wheeliego. Mieszkał razem z nim w domu Sama. Jest bezpośredni i obcesowy. Mimo że w pierwszym wrażeniu nie wypada najlepiej, jest inteligentny i kompetentny – to on złamał tajne szyfry sowieckich akt w sprawie Księżyca.

### Decepticony
- Megatron – przywódca Decepticonów. Ma dziurę w głowie i sztuczną rękę – następstwa ran zadanych mu przez Optimusa w poprzedniej części filmu. By zakryć swoje blizny, nosi pelerynę, w której wygląda „mroczniej”. Mimo że dotąd był głównym antagonistą Optimusa, w trzeciej części serii nie odgrywa większej roli, gdyż nadal jest ciężko ranny po bitwie w poprzednim filmie. Początkowo ukrywał się wraz z kilkoma Decepticonami w Afryce, rozmyślając nad zemstą. To on zaczął przejmować władzę, kiedy powrócił Sentinel. Za namową Carly zbiera się w sobie i w decydującym starciu pokonuje Sentinela, mimochodem ratując Optimusa, a następnie ginie w pojedynku z Prime'em.
- Shockwave – to prawdopodobnie najpotężniejszy ze wszystkich Decepticonów. O jego potędze nie decyduje posiadana siła lub uzbrojenie, ale „maskotka” w formie glizdopodobnego robota (Driller), dzięki któremu Shockwave może szybko się poruszać. Jest jednym z największych wrogów Optimusa, który go zabija podczas bitwy o Chicago.
- Soundwave – to kolejny z przywódców Decepticonów. Tranformuje się w Mercedes SLS AMG. Nie wiadomo, jak dużą ma moc, ale daje się poznać jako błyskotliwy strateg. To on dowodził egzekucją jeńców, w której zabito Que. Zginął, kiedy Bumblebee wbił w niego swój miotacz i strzelił z niego w iskrę Soundwave'a.
- Starscream – zastępca Megatrona. Podobnie, jak jego pan w filmie, stracił na znaczeniu. Zginął w dość okrutny, jak na Decepticona sposób: Sam użył haka z rękawicy otrzymanej od Que i wbił go w oko Starscreama. Kiedy spanikowany i przerażony bólem robot przypadkowo podrzucił Sama, ten wbił mu w drugie oko bombę, która po chwili eksplodowała, i Decepticon zginął na miejscu. Niektórzy uważają tę śmierć za najbardziej hańbiącą, spośród wszystkich pokazanych w całej serii.
- Laserbeak – jest podwładnym Soundwave'a. To prawdopodobnie on zaaranżował zasadzkę w Czarnobylu, przedstawioną na początku filmu. Wyróżnia go brak stałego alternatywnego modelu – w jednej scenie zmienił się w telewizor, w kolejnej był monitorem i myszką komputera, w jeszcze innej sztucznym akwarium na ścianie. Zginął gdy Sam oderwał mu głowę.
- Igor – nie odgrywa w filmie żadnej roli. Pojawia się jedynie w dwóch scenach: na początku filmu, kiedy okazuje swoją radość z przybycia Megatrona, i około połowy filmu, gdzie liże głowę posągu Lincolna, która została zniszczona przez Megatrona.
- Barricade – Decepticon z pierwszej części Transformers, zostawiony przez Michaela Baya „na deser”. Był tym, który wykonywał egzekucję Autobotów pojmanych podczas walki – to on zabił Que.
- Scalpel – lekarz Decepticonów. W filmie nie odgrywa on specjalnej roli – można go zobaczyć jedynie na początku, kiedy stara się naprawić głowę Megatrona. Ból wywołany zabiegiem rozwścieczył Megatrona, który go rozgniótł.
- Driller – robot obsługiwany przez Shockwave'a. Posiada kilka mniejszych głów i jedną większą, porusza się pod ziemią lub penetrując przeszkody (np. pełznąc przez budynki). Zginął po konfrontacji z Optimusem.
- Crankcase – to jeden z trójki Decepticonów należącej do elity „Dreads”. Swoją rolę odgrywa w scenie toczącej się na autostradzie, gdy wraz z Hatchetem i Crowbarem toczą pościg za Sideswipem, Dino i Bumblebee. Zostaje zabity przez Ironhide'a.
- Hatchet – kolejny Decepticon z elity „Dreads”. Jest on jedynym Transformersem w całej serii filmów, który porusza się na czterech łapach. Zostaje zabity przez Dino w scenie na autostradzie.
- Crowbar – Decepticon z elity „Dreads”. Zostaje zabity przez Ironhide'a.
- Devcon – ogromny Decepticon z długimi nogami. Pojawia się kilkakrotnie w Chicago. Wreckersi strzelili w niego wiele razy, prawdopodobnie zabijając go.
- Klony – klony oryginalnych Decepticonów, takich jak Brawl, Long Haul, Sideways czy Scrapper, które pojawiły się w Chicago. Wszystkie zostały wybite.